# Mount Hahn
Mount Hahn ist ein etwa 1100 m hoher Berg auf der westantarktischen Alexander-I.-Insel. Er ragt zwischen dem Walter-Gletscher und dem Hampton-Gletscher am Kopfende der Schokalskibucht auf.
Luftaufnahmen entstanden bei der US-amerikanischen Ronne Antarctic Research Expedition (1947–1948). Der Falkland Islands Dependencies Survey nahm zwischen 1948 und 1950 Vermessungen vor. Das Advisory Committee on Antarctic Names benannte ihn nach Lieutenant Commander Gerald Lawrence Hahn (* 1936) von der United States Navy, Pilot einer Lockheed C-130 Hercules bei der Operation Deep Freeze der Jahre 1975 und 1976.